# 2019년 6월
| 2019년: 1월 · 2월 · 3월 · 4월 · 5월 · 6월 · 7월 · 8월 · 9월 · 10월 · 11월 · 12월 |

| \| 2019년 6월 1일 (토요일) \| \| 편집 \| |  |      |
| 경제와 비즈니스 - 중화인민공화국 정부는 배송 오류와 관련하여 페덱스(FedEx)를 조사할 것이라고 밝혔다. 페덱스는 화웨이가 일본에서 중국으로 발송한 화물 2개를, 미국의 페덱스 본부로 보낸 것으로 알려졌다. 이번 조치는 지난 5월 15일 화웨이에 대한 미국 정부의 조치에 보복하기 위한 것으로 알려졌다. 스포츠 - UEFA 챔피언스리그 2018-19: 리버풀 FC가 2:0으로 토트넘 홋스퍼 FC를 꺾고 우승하였다. 리버풀의 대회 통산 6회 우승이다. |  |      |
| 2019년 6월 1일 (토요일) |  | 편집 |

| 2019년 6월 1일 (토요일) |  | 편집 |

| \| 2019년 6월 2일 (일요일) \| \| 편집 \|                               |  |      |
| 정치와 선거 - 미국의 정치인 도널드 M. 프레이저가 95세를 일기로 숨졌다. |  |      |
| 2019년 6월 2일 (일요일)                                                |  | 편집 |

| 2019년 6월 2일 (일요일) |  | 편집 |

| \| 2019년 6월 3일 (월요일) \| \| 편집 \| |  |      |
| 경제와 비즈니스 - 베트남 최초의 완성차 업체인 빈패스트가 이달 중순 첫 차를 고객에게 인도할 것으로 알려졌다. 법과 범죄 - 서울 강서구 PC방 살인 사건의 용의자 김성수가 1심에서 징역 30년을 선고 받았다. |  |      |
| 2019년 6월 3일 (월요일) |  | 편집 |

| 2019년 6월 3일 (월요일) |  | 편집 |

| \| 2019년 6월 4일 (화요일) \| \| 편집 \|                                              |  |      |
| 정치와 선거 - 중화인민공화국에서 톈안먼 사건(천안문 사건)이 일어난지 30주년이 되었다. |  |      |
| 2019년 6월 4일 (화요일)                                                               |  | 편집 |

| 2019년 6월 4일 (화요일) |  | 편집 |

| \| 2019년 6월 5일 (수요일) \| \| 편집 \|                          |  |      |
| 정치와 선거 - 덴마크에서 의회 의원 선출을 위한 선거가 실시되었다. |  |      |
| 2019년 6월 5일 (수요일)                                           |  | 편집 |

| 2019년 6월 5일 (수요일) |  | 편집 |

| \| 2019년 6월 6일 (목요일) \| \| 편집 \|                       |  |      |
| 국제 - 시인 김혜순 <죽음의 자서전> 캐나다 그리핀 시문학상 수상 |  |      |
| 2019년 6월 6일 (목요일)                                        |  | 편집 |

| 2019년 6월 6일 (목요일) |  | 편집 |

| \| 2019년 6월 7일 (금요일) \| \| 편집 \| |  |      |
| 국제 관계 - 미국 국방부가 6월 1일 발간한 인도태평양전략보고서에서 중화민국(대만)을 국가로 명시, 중화인민공화국의 하나의 중국 원칙을 폐기를 고려 중인 것으로 알려졌다. 앞서 5월 발간한 보고서는 대만을 국가로 표기하지 않았다. 미국은 1972년 상하이 공동성명에서 중화인민공화국의 해당 원칙을 처음 인정하였으며, 1978년 말 중화민국과 단교하고 1979년 1월 중화인민공화국과 수교한 바 있다. 최근 계속되는 양국 무역분쟁 가운데, 중화인민공화국을 전방위적으로 압박하기 위한 미국측의 조치 중 하나로 알려졌다. |  |      |
| 2019년 6월 7일 (금요일) |  | 편집 |

| 2019년 6월 7일 (금요일) |  | 편집 |

| \| 2019년 6월 8일 (토요일) \| \| 편집 \| |  |      |
|                                          |  |      |
| 2019년 6월 8일 (토요일)                  |  | 편집 |

| 2019년 6월 8일 (토요일) |  | 편집 |

| \| 2019년 6월 9일 (일요일) \| \| 편집 \| |  |      |
|                                          |  |      |
| 2019년 6월 9일 (일요일)                  |  | 편집 |

| 2019년 6월 9일 (일요일) |  | 편집 |

| \| 2019년 6월 10일 (월요일) \| \| 편집 \| |  |      |
| 정치와 선거 - 이희호 김대중평화센터 이사장이 97세를 일기로 숨졌다. 여성운동가로 활동하였으며, 김대중 대통령의 두 번째 부인이자 정치적 동지였다. |  |      |
| 2019년 6월 10일 (월요일) |  | 편집 |

| 2019년 6월 10일 (월요일) |  | 편집 |

| \| 2019년 6월 11일 (화요일) \| \| 편집 \| |  |      |
|                                           |  |      |
| 2019년 6월 11일 (화요일)                  |  | 편집 |

| 2019년 6월 11일 (화요일) |  | 편집 |

| \| 2019년 6월 12일 (수요일) \| \| 편집 \| |  |      |
| 정치 - 2019년 홍콩 시위 4차 시위          |  |      |
| 2019년 6월 12일 (수요일)                  |  | 편집 |

| 2019년 6월 12일 (수요일) |  | 편집 |

| \| 2019년 6월 13일 (목요일) \| \| 편집 \| |  |      |
| 무력 충돌과 공격 - 2019년 6월 오만만 사건: 호르무즈 해협 동쪽편인 오만만에서 유조선 피격 사건이 발생하였다. 스포츠 - 2019년 NBA 파이널에서 토론토 랩터스가 우승하였다. 토론토는 파이널 전적 4승 2패로 골든스테이트 워리어스를 꺾었다. 캐나다 팀의 파이널 우승은 이번이 처음이며, 파이널 최우수 선수(MVP)로는 토론토 랩터스의 카와이 레너드가 선정되었다. |  |      |
| 2019년 6월 13일 (목요일) |  | 편집 |

| 2019년 6월 13일 (목요일) |  | 편집 |

| \| 2019년 6월 14일 (금요일) \| \| 편집 \| |  |      |
|                                           |  |      |
| 2019년 6월 14일 (금요일)                  |  | 편집 |

| 2019년 6월 14일 (금요일) |  | 편집 |

| \| 2019년 6월 15일 (토요일) \| \| 편집 \|                                                                                                  |  |      |
| 정치와 선거 - 2019년 홍콩 범죄인 인도법 반대 시위: 캐리 람 행정장관이 범죄인 인도 법안의 추진을 무기한 연기한다고 밝히고, 공개 사과하였다. |  |      |
| 2019년 6월 15일 (토요일) |  | 편집 |

| 2019년 6월 15일 (토요일) |  | 편집 |

| \| 2019년 6월 16일 (일요일) \| \| 편집 \| |  |      |
| 정치와 선거 - 2019년 홍콩 범죄인 인도법 반대 시위: 9일 집회 대비 약 2배 규모인 약 200만 명의 홍콩인이 범죄인 인도 법안의 철폐를 주장하는 집회에 참가하였다. 6월 9일 집회에는 1997년 홍콩 반환 이후 최대 인원인 103만여 명이 참가한 바 있다. |  |      |
| 2019년 6월 16일 (일요일) |  | 편집 |

| 2019년 6월 16일 (일요일) |  | 편집 |

| \| 2019년 6월 17일 (월요일) \| \| 편집 \| |  |      |
| 사회 - 조선민주주의인민공화국의 목선이 표류하여 동해 북방한계선(NLL) 남방 약 130km 대한민국 삼척항에서 주민에 의하여 발견, 관계당국에 신고된 것으로 알려졌다. |  |      |
| 2019년 6월 17일 (월요일) |  | 편집 |

| 2019년 6월 17일 (월요일) |  | 편집 |

| \| 2019년 6월 18일 (화요일) \| \| 편집 \|                                                             |  |      |
| 정치와 선거 - 2020년 미국 대통령 선거: 미국 도널드 트럼프 대통령이 차기 대선에 출마한다고 발표하였다. |  |      |
| 2019년 6월 18일 (화요일)                                                                              |  | 편집 |

| 2019년 6월 18일 (화요일) |  | 편집 |

| \| 2019년 6월 19일 (수요일) \| \| 편집 \| |  |      |
|                                           |  |      |
| 2019년 6월 19일 (수요일)                  |  | 편집 |

| 2019년 6월 19일 (수요일) |  | 편집 |

| \| 2019년 6월 20일 (목요일) \| \| 편집 \| |  |      |
|                                           |  |      |
| 2019년 6월 20일 (목요일)                  |  | 편집 |

| 2019년 6월 20일 (목요일) |  | 편집 |

| \| 2019년 6월 21일 (금요일) \| \| 편집 \| |  |      |
|                                           |  |      |
| 2019년 6월 21일 (금요일)                  |  | 편집 |

| 2019년 6월 21일 (금요일) |  | 편집 |

| \| 2019년 6월 22일 (토요일) \| \| 편집 \| |  |      |
|                                           |  |      |
| 2019년 6월 22일 (토요일)                  |  | 편집 |

| 2019년 6월 22일 (토요일) |  | 편집 |

| \| 2019년 6월 23일 (일요일) \| \| 편집 \| |  |      |
|                                           |  |      |
| 2019년 6월 23일 (일요일)                  |  | 편집 |

| 2019년 6월 23일 (일요일) |  | 편집 |

| \| 2019년 6월 24일 (월요일) \| \| 편집 \| |  |      |
| 스포츠 - 스위스 로잔에서 열린 제134차 국제 올림픽 위원회(IOC) 총회에서, 2026년 동계 올림픽과 2026년 동계 패럴림픽 공동 개최지로 이탈리아의 밀라노·코르티나담페초가 선정되었다. |  |      |
| 2019년 6월 24일 (월요일) |  | 편집 |

| 2019년 6월 24일 (월요일) |  | 편집 |

| \| 2019년 6월 25일 (화요일) \| \| 편집 \| |  |      |
|                                           |  |      |
| 2019년 6월 25일 (화요일)                  |  | 편집 |

| 2019년 6월 25일 (화요일) |  | 편집 |

| \| 2019년 6월 26일 (수요일) \| \| 편집 \| |  |      |
|                                           |  |      |
| 2019년 6월 26일 (수요일)                  |  | 편집 |

| 2019년 6월 26일 (수요일) |  | 편집 |

| \| 2019년 6월 27일 (목요일) \| \| 편집 \| |  |      |
|                                           |  |      |
| 2019년 6월 27일 (목요일)                  |  | 편집 |

| 2019년 6월 27일 (목요일) |  | 편집 |

| \| 2019년 6월 28일 (금요일) \| \| 편집 \|                                                                          |  |      |
| 국제 관계 - 2019년 오사카 G20 정상회의: 일본 오사카에서 G20 정상회의가 열렸다. 회의는 28일과 29일 양일간 진행된다. |  |      |
| 2019년 6월 28일 (금요일)                                                                                           |  | 편집 |

| 2019년 6월 28일 (금요일) |  | 편집 |

| \| 2019년 6월 29일 (토요일) \| \| 편집 \| |  |      |
|                                           |  |      |
| 2019년 6월 29일 (토요일)                  |  | 편집 |

| 2019년 6월 29일 (토요일) |  | 편집 |

| \| 2019년 6월 30일 (일요일) \| \| 편집 \| |  |      |
| 국제 관계 - 2019년 6월 북미정상회담: 미국의 도널드 트럼프 대통령이 판문점에서 조선민주주의인민공화국 김정은 위원장과 만났다. 오후 4시경 트럼프 대통령이 문재인 대통령과 함께 판문점에 도착하여, 지난번 문재인 대통령이 김위원장과 만났던 장소에서 김 위원장과 만나 둘이 손잡고 남과 북의 경계를 넘었다. . |  |      |
| 2019년 6월 30일 (일요일) |  | 편집 |

| 2019년 6월 30일 (일요일) |  | 편집 |

| <          | 2019년 6월 | 2019년 6월 | 2019년 6월 | 2019년 6월 | 2019년 6월 | >           |
| 일         | 월         | 화         | 수         | 목         | 금         | 토          |
|            |            |            |            |            |            | 1 4.28 기사 |
| 2 29 경오  | 3 5.1 신미 | 4 2 임신   | 5 3 계유   | 6 4 갑술   | 7 5 을해   | 8 6 병자    |
| 9 7 정축   | 10 8 무인  | 11 9 기묘  | 12 10 경진 | 13 11 신사 | 14 12 임오 | 15 13 계미  |
| 16 14 갑신 | 17 15 을유 | 18 16 병술 | 19 17 정해 | 20 18 무자 | 21 19 기축 | 22 20 경인  |
| 23 21 신묘 | 24 22 임진 | 25 23 계사 | 26 24 갑오 | 27 25 을미 | 28 26 병신 | 29 27 정유  |
| 30 28 무술 |            |            |            |            |            |             |

| - 2019년 - 5월 - 6월 - 7월 편집하기 |